# Dolní Lhota (Svojanov)

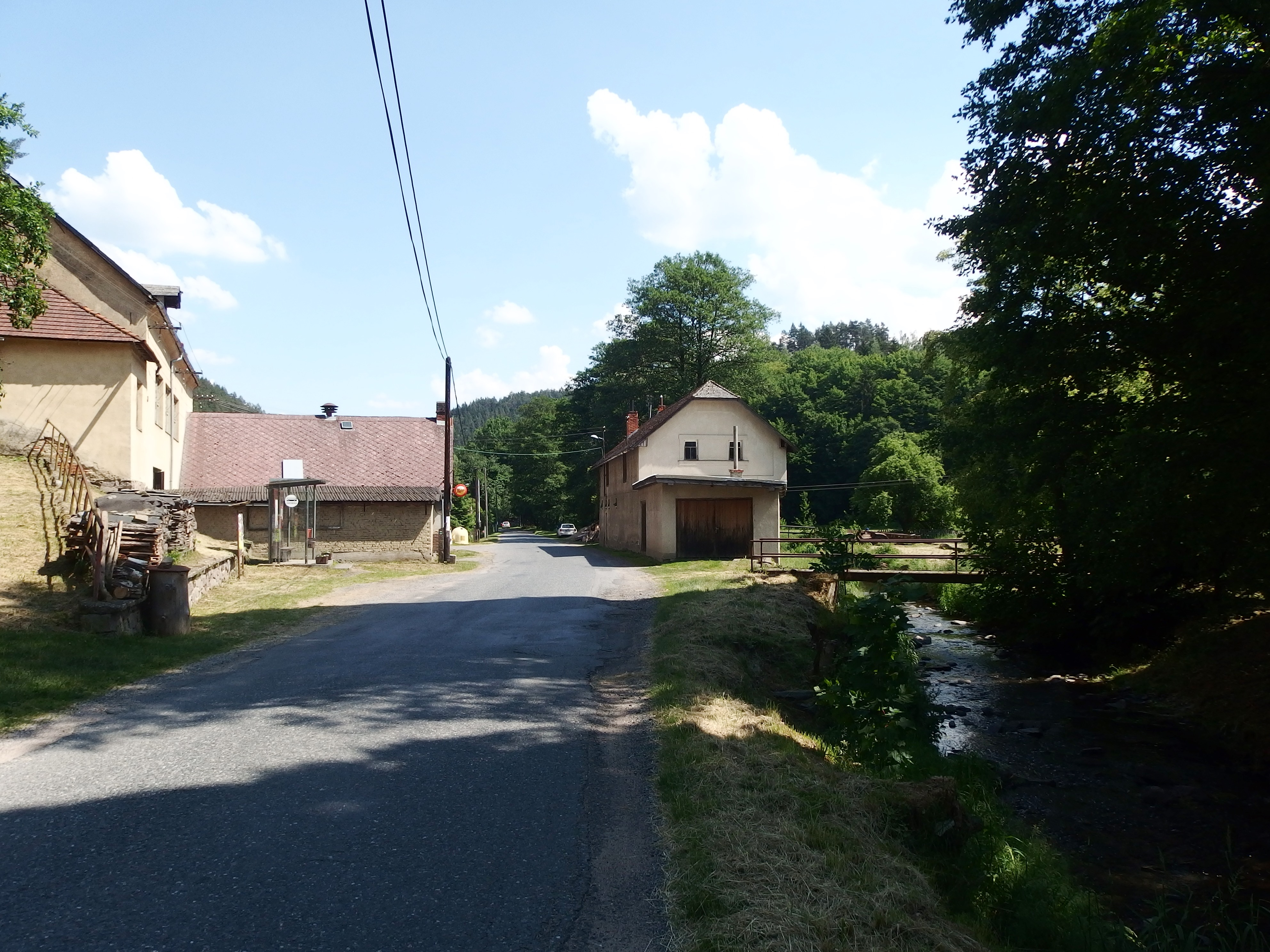
Ortsmitte

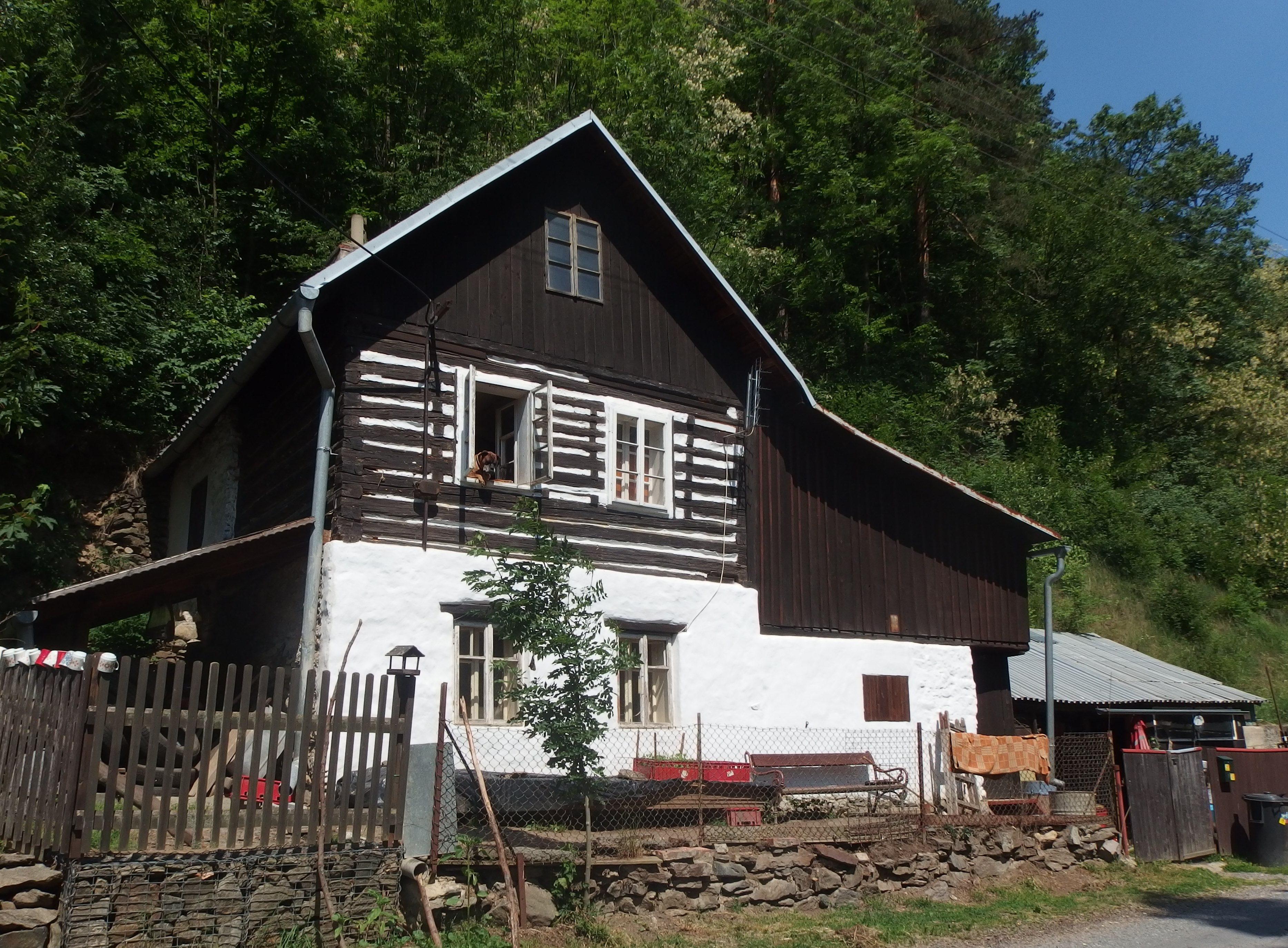
Haus in Volksbauweise

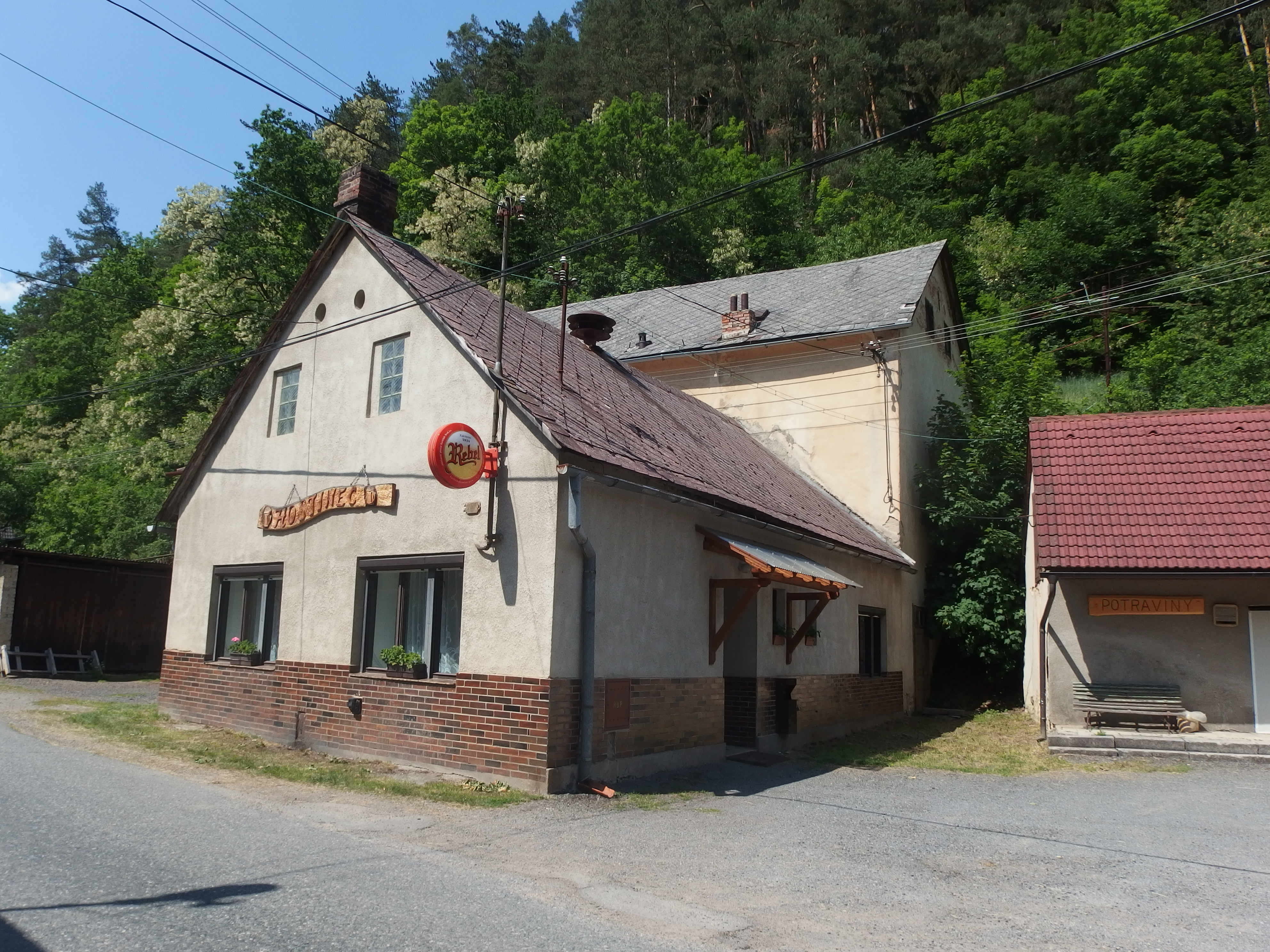
Wirtshaus

Dolní Lhota (deutsch Unter-Lhota)  ist ein Ortsteil der Minderstadt Svojanov in Tschechien. Er liegt drei Kilometer südöstlich von Svojanov und gehört zum Okres Svitavy. 

## Geographie
Dolní Lhota befindet sich am Übergang zwischen der Hornosvratecká vrchovina (Bergland der oberen Swratka) und der Svitavská pahorkatina (Zwittauer Hügelland) an der Einmündung des Baches Kavinský potok (Kawina) im Tal der Křetínka (Swojanower Bach). Nördlich erhebt sich die Benešova hora (533 m. n.m.), im Südosten der Svobodník (557 m. n.m.), südlich der Hradisko (585 m. n.m.) sowie im Westen der Matoušový kopec (549 m. n.m.) und der U Buku (596 m. n.m.). Durch den Ort führt die Staatsstraße II/365 zwischen Letovice und Bystré. Dolní Lhota liegt im Naturpark Údolí Křetínky. Südlich verlief die historische Landesgrenze Böhmens zu Mähren.
Nachbarorte sind Starý Svojanov im Norden, Studenec im Nordosten, Hutě im Osten, Horní Poříčí und Jobova Lhota im Südosten, Kněževes im Süden, Trpín im Südwesten, Nyklovice im Westen sowie Hlásnice und Na Rožince im Nordwesten.

## Geschichte
Dolní Lhota wurde wahrscheinlich im 13. Jahrhundert gegründet und ist eine der zahlreichen während des slawischen Landesausbaus nach dem Lhotensystem gegründeten Ansiedlungen. Die erste schriftliche Erwähnung des Dorfes erfolgte 1555 unter dem Namen Lhota Přední im Testament des Václav Žehušický von Nestajov auf Svojanov. Zwei Jahre später teilten dessen Söhne das Erbe; Hertvík übernahm die Burg Svojanov mit dem Städtchen Svojanov sowie den zugehörigen Dörfern, darunter Kněževes, Studenec, Hutě, Lhota Zadní und Lhota Přední, sein jüngerer Bruder Jan erhielt die Herrschaft Korouhev. Im Laufe der Zeit wandelte sich der Präfix des Ortsnamens ausgehend von der Lage des Dorfes zu den anderen Lhoten in Dolní Lhota. Zum Ende des 16. Jahrhunderts sind sechs bäuerliche Anwesen nachweislich, ein Jahrhundert später waren es neun. Im Jahre 1789 gab es 18 Anwesen in Unter Lhota bzw. Dolnj Lhota. Unweit des Dorfes stand die Magdalenenkapelle. Nachdem zu Beginn des 19. Jahrhunderts in der Umgebung von Hutti Graphitlager entdeckt worden waren, errichtete Rüdiger von Stillfried und Rathenitz im Jahre 1820 auf der Burg Svojanov eine k.k. privilegierte Graphitgeschirr- und Öfenfabrik, des Weiteren entstand in Předměstí eine Graphitstampfe. Hauptsächlich wurde der Graphit bei Hutti abgebaut, aber auch im Kawinagrund bei Unter Lhota wurde ein Graphitbergwerk betrieben. Der mündlichen Überlieferung nach wurde die Grube nach einem Versturz, bei dem die Bergleute verschüttet wurden, stillgelegt. Nach dem Tode von Rüdiger von Stillfried und Rathenitz verkauften Anna und Agatha von Stillfried und Rathenitz das Gut Swojanow 1833 an Fabian und Magdalena Neswadba.
Im Jahre 1835 bestand das im Chrudimer Kreis am Swojanower Bach und einem Seitental gelegene Dorf Unter-Lhota bzw. Dolnj Lhota aus 27 Häusern mit 187 tschechischsprachigen Einwohnern. Erwerbsquellen bildeten die Landwirtschaft und die Weberei. Wegen der Lage in einem von bewaldeten Hügeln umschlossenen Grund war die landwirtschaftlich nutzbare Fläche gering. Pfarr-, Schul- und Amtsort war Swojanow. Bis zur Mitte des 19. Jahrhunderts blieb Unter-Lhota dem Allodialgut Swojanow untertänig.
Nach der Aufhebung der Patrimonialherrschaften bildete Dolní Lhota / Unter-Lhota ab 1849 einen Ortsteil der Marktgemeinde Svojanov / Swojanow im Gerichtsbezirk Polička. Ab 1868 gehörte Dolní Lhota zum Bezirk Polička. 1869 hatte Dolní Lhota 174 Einwohner und bestand aus 29 Häusern. In den 1870er Jahren wurde das Dorf Teil der neu gebildeten Gemeinde Předměstí, in dieser Zeit wurde bis zur Jahrhundertwende der Ortsname Dolení Lhota verwendet. Nach 1870 erfolgte auch der Bau einer Schule. 1901 wurde in Jobova Lhota eine einklassige Expositur der zweiklassigen Dorfschule Dolní Lhota eröffnet. Im Jahre 1900 lebten in dem Dorf 195 Personen, 1910 waren es 229. Nach dem Ersten Weltkrieg zerfiel der Vielvölkerstaat Österreich-Ungarn, das Dorf wurde 1918 Teil der neu gebildeten Tschechoslowakischen Republik. Beim Zensus von 1921 lebten in den 31 Häusern von Dolní Lhota 169 Tschechen. 1930 lebten in den 33 Häusern von Dolní Lhota 183 Menschen. Von 1939 bis 1945 gehörte Dolní Lhota / Unter-Lhota zum Protektorat Böhmen und Mähren. Die Expositurschule in Jobova Lhota musste 1946 wegen Lehrermangels in Folge Einberufung geschlossen werden. 1950 lebten nur noch 93 Personen in Dolní Lhota. Im Zuge der Gebietsreform von 1960 erfolgte die Aufhebung des Okres Polička; Dolní Lhota wurde dabei dem Okres Svitavy zugeordnet. Der Schulunterricht in Dolní Lhota wurde 1974 eingestellt; danach erfolgte der Umbau des Schulhauses zur Touristenherberge. Im 1. April 1976 wurde Dolní Lhota zusammen mit Předměstí nach Svojanov eingemeindet. Beim Zensus von 2001 lebten in den 28 Häusern von Dolní Lhota 40 Personen. Das frühere Schulhaus wurde an den ASAZZ Polička verkauft, der mit der Sanierung begann. Im bereits sanierten Teil wurde die Dorfbücherei untergebracht, der andere wird an die Anforderungen für Pflegedienste angepasst.

## Ortsgliederung
Dolní Lhota ist Teil des Katastralbezirkes Předměstí.

## Sehenswürdigkeiten
- Schmiedeeiserner Glockenturm, errichtet 2018
- Einige Häuser in Volksbauweise
- Gusseisernes Kreuz, vor dem Bierkeller im Ortszentrum
- Burgstall Hrádek bzw. Hradisko, südwestlich des Dorfes über dem Tal des Kavinský potok. Sie diente wahrscheinlich als Grenzburg und verlor nach dem Bau der Burg Svojanov ihren Zweck. Der Überlieferung nach soll die Königinwitwe Kunigunde von Halitsch ihren durch Zawisch von Falkenstein gezeugten illegitimen Sohn Jan/Ješek auf der Burg geboren haben.
- Wasserfall des Kavinský potok, unweit des Burgstalls